# Hliuhove, Voznesensk
Hliuhove (în ucraineană Глюгове) este un sat în comuna Prîbujanî din raionul Voznesensk, regiunea Mîkolaiiv, Ucraina.

## Demografie
Componența lingvistică a localității Hliuhove
     Ucraineană (100%)
Conform recensământului din 2001, toată populația localității Hliuhove era vorbitoare de ucraineană (100%).